# Jean Grancolas
Jean Grancolas (Châteaudun,1660 - Paris, 1er août 1732) est un théologien, docteur de la Sorbonne et écrivain.

## Parcours
Il obtint le diplôme de docteur en Sorbonne après avoir passé la licence et les actes le 17 mars 1685. Il fut  chapelain de Monsieur, frère de Louis XIV et prononça son oraison funèbre. Il apprécia beaucoup  Ubertin de Casale un des franciscains les plus célèbres du XIVe siècle. Ennemi du Quiétisme.

## Œuvres
- Traité de l'antiquité des cérémonies des sacrements  (Paris, 1692)
- De l'intinction ou de la coutume de tremper le pain consacré dans le vin (Paris, 1693)
- Le Quiétisme contraire à la doctrine des sacrements (Paris, 1693)
- Instructions sur la religion tirées de l'écriture sainte (Paris, 1693)
- La Science des confesseurs ou la manière d'administrer le sacrement de pénitence (Paris, 1696)
- Histoire de la communion sous une seule espèce, avec un traité de la concomitance, ou de la présence du corps et du sang de Jésus Christ sous chaque espèce (Paris, 1696);
- L'Ancienne Discipline de l'Église sur la confession et sur les pratiques les plus importantes de la pénitence (Paris, 1697)
- Heures sacrées ou exercice du chrétien pour entendre la messe et pour approcher des sacrements, tiré de l'écriture sainte  (Paris, 1697);
- Tradition de l'Église sur le péché originel et sur la réprobation des enfants morts sans baptême (Paris, 1698)
- L'Ancien Pénitentiel de l'Église ou les pénitences que l'on imposait autrefois pour chaque péché et les devoirs de tous les états et professions présents par les saints pères et par les conciles   (Paris, 1698);
- Les Anciennes Liturgies ou la manière dont on a dit la sainte messe dans chaque siècle dans les Églises d'orient et dans celles d'occident (Paris, 1697);
- L'ancienne Sacrementaire de l'Église, où sont toutes les pratiques qui s'observaient dans l'administration des sacrements chez les Grecs et chez les Latins  (2 vols., Paris, 1690-99);
- La Morale pratique de l'Église sur les préceptes du décalogue ou la manière de conduire les âmes dans le sacrement de pénitence (2 vols., Paris, 1701);
- La tradition de l'Église dans le soulagement des esclaves [J- G. (?)] (Paris, 1703)
- Traité de la messe et de l'office divin (Paris, 1713);
- Dissertations sur les messes quotidiennes et sur la confession (Paris, 1715)
- Le Bréviaire des laïques ou l'Office divin abrégé  (Paris, 1715);
- Les Catéchismes de Saint Cyrille de Jérusalem avec les notes et des dissertations  (Paris, 1715)
- Commentaire historique sur le bréviaire romain (tome I : Paris, 1700, Venice, 1734 ; tome II Paris, 1727 [lire en ligne])
- La Critique abrégée des ouvrages des auteurs ecclésiastiques (2 vols., Paris, 1716)
- Instruction sur le jubilé avec des résolutions de plusieurs cas sur cette matière (Paris, 1722);
- Histoire abrégée de l'Église de la ville et de l'université de Paris  (Paris, 1728)
- L'Imitation de Jésus Christ, traduction nouvelle précédée une dissertation sur l'auteur de ce livre (Paris, 1729)